# Martinskirche (Chur)

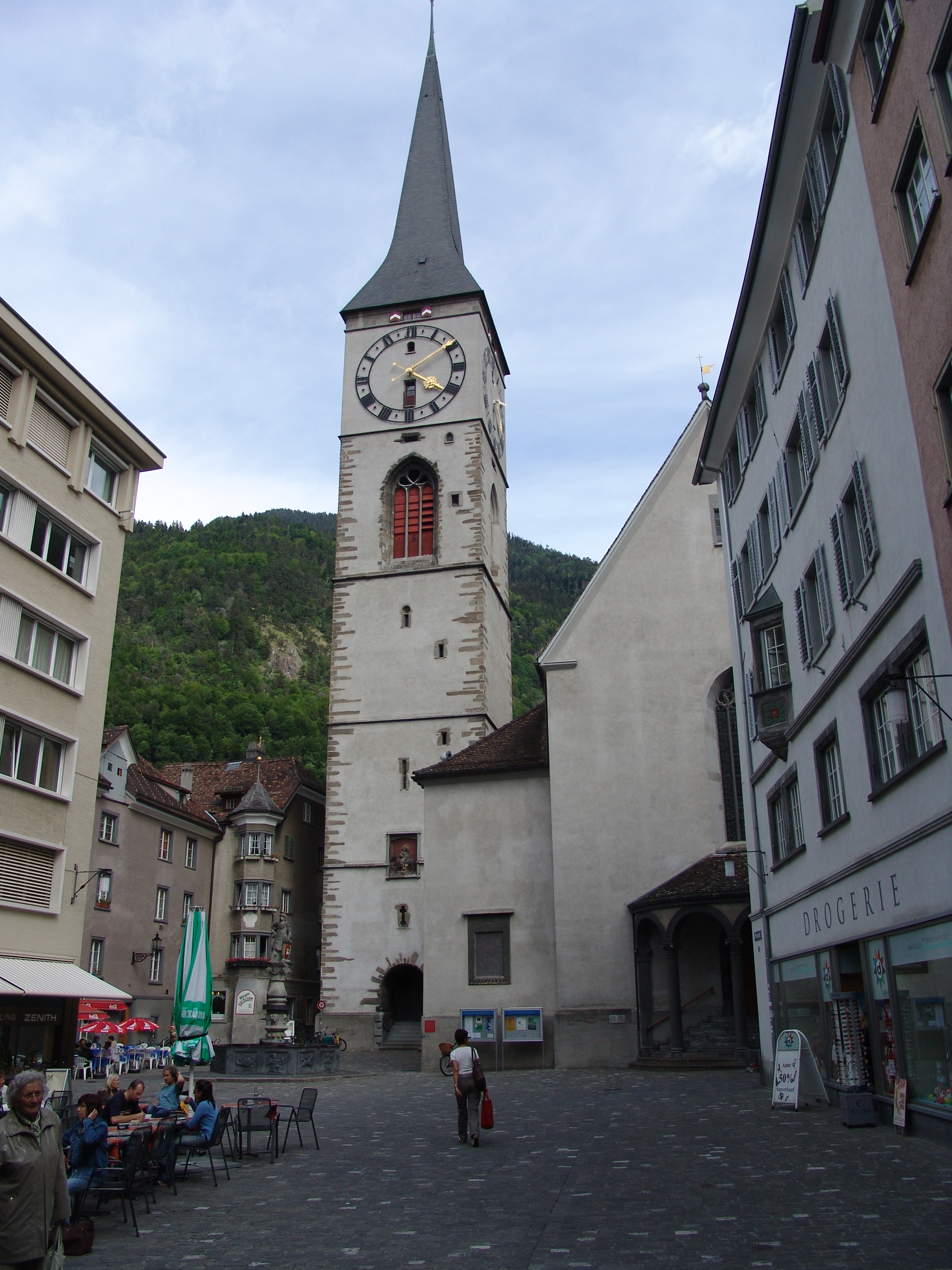
Ansicht von Westen

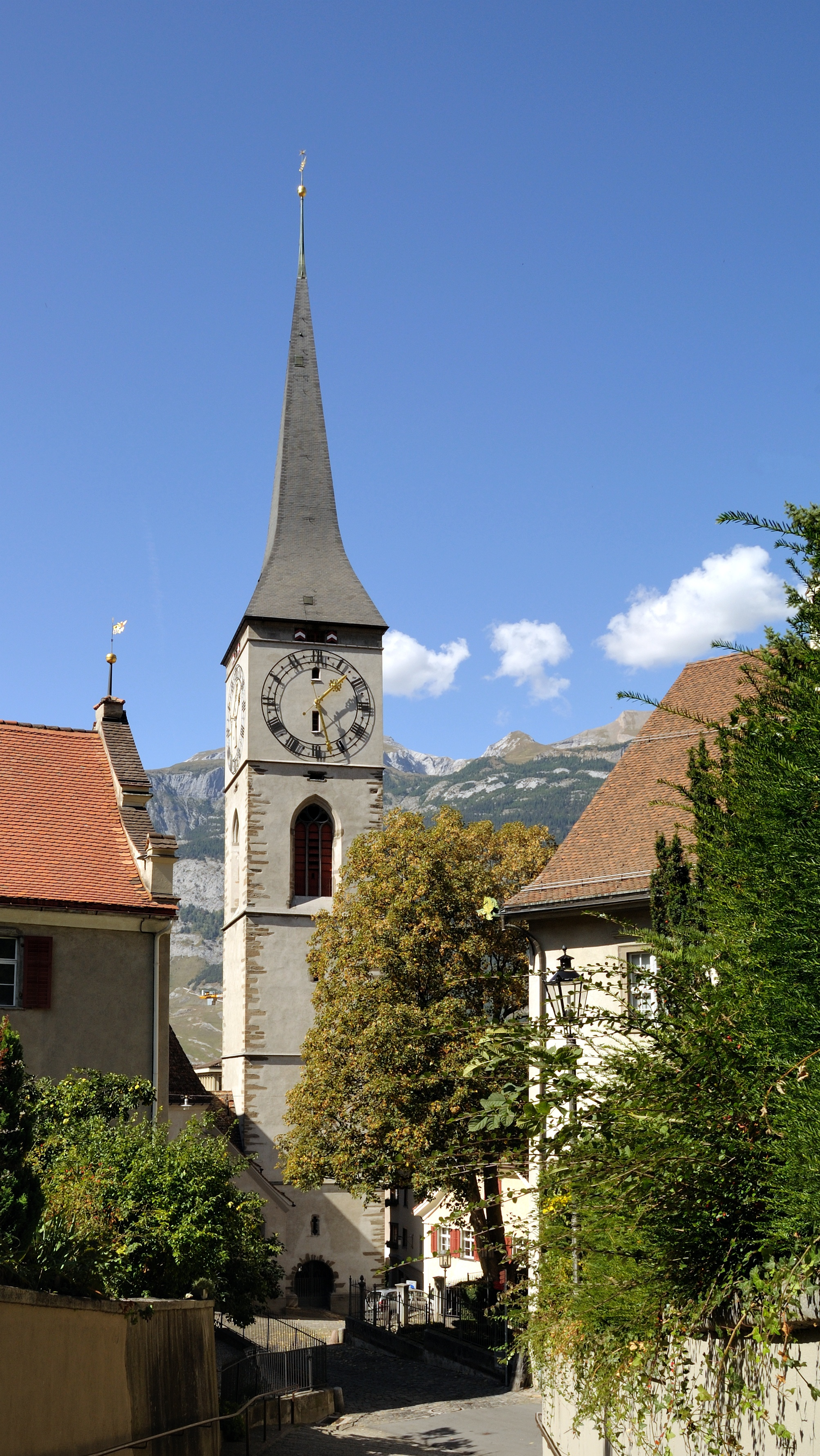
Die Martinskirche von Osten

Die Martinskirche in Chur ist die grösste spätgotische Anlage Graubündens und das grösste evangelisch-reformierte Kirchengebäude des Kantons. Mit ihrem spätgotischen Spitzturm ist sie das Wahrzeichen der Altstadt. Sie ist Martin von Tours geweiht. Das relativ häufige Vorkommen von Martinskirchen in Graubünden hängt damit zusammen, dass Rätien nach 526 in den Einflussbereich der Merowinger und Karolinger kam.

## Lage
Die Martinskirche liegt am Martinsplatz in der Altstadt am Fuss des auf einem Hügel gelegenen Hofes mit der Kathedrale und der bischöflichen Residenz. Dieser Stadtteil ist der älteste der Stadt und war bereits im Frühmittelalter befestigt. An die Martinskirche grenzt in der Kirchgasse das Antistitium, in dem seit der Reformation der Churer Hauptpfarrer seinen Wohnsitz hat.

## Geschichte

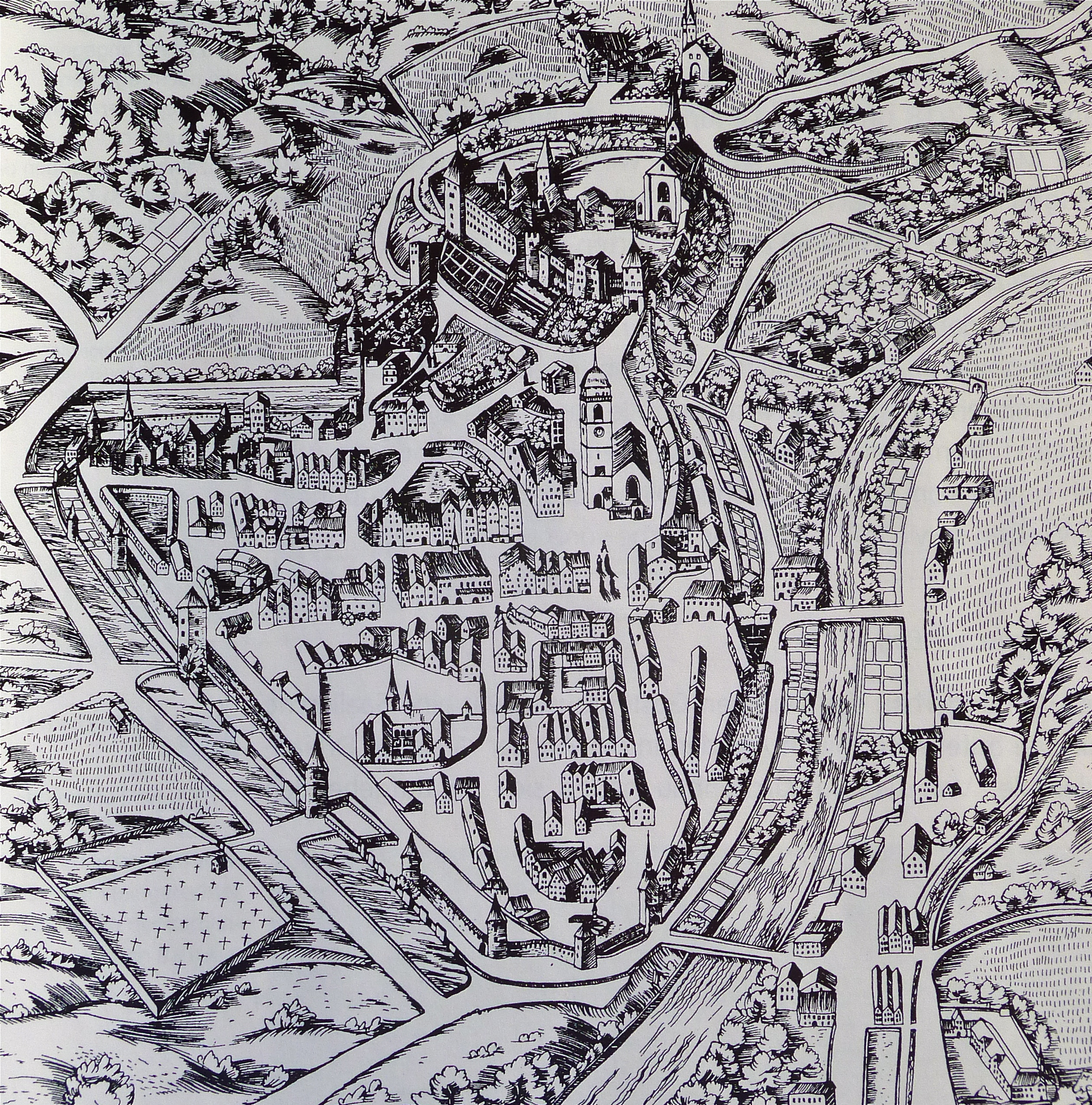
Chur um 1640. In der Mitte die St. Martinskirche

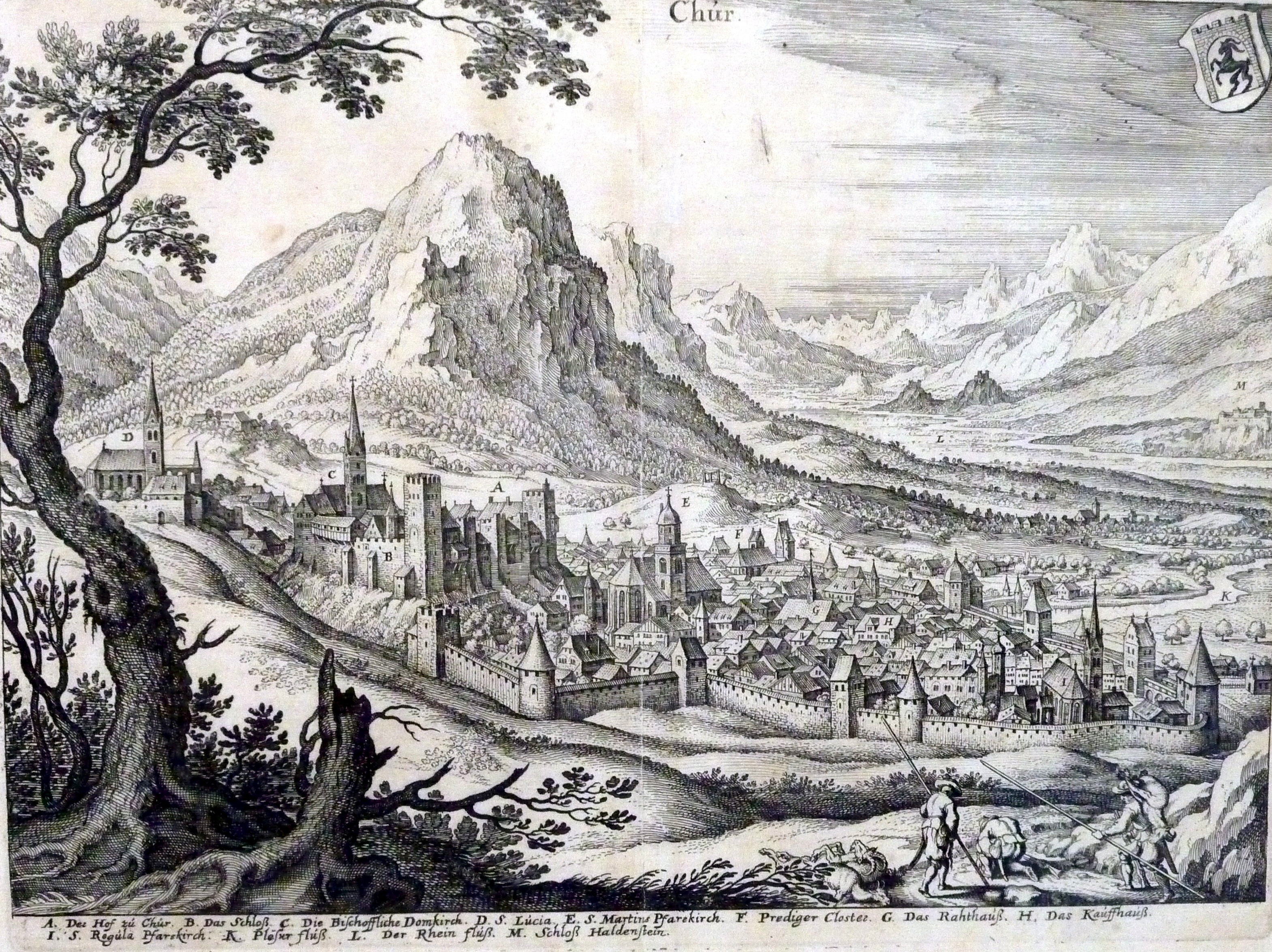
Chur 1655 auf einem Stich von Merian. In der Mitte die Martinskirche

Die Martinskirche wird um 800 erstmals erwähnt. Sie ist neben der Kathedrale das älteste Gotteshaus Churs. 928 übereignete Kaiser Otto I. neben der halben Stadt auch die Martinskirche dem Bistum Chur. 1070 wird ein Spital bei St. Martin genannt; 1220 wurde der Friedhof erweitert, womit erstmals die Funktion als Pfarrkirche belegt ist.
Der Stadtbrand von 1464, bei dem sämtliche Gebäude innerhalb der Stadtmauern in Mitleidenschaft gezogen wurden, richtete auch an St. Martin Schäden an. Durch die Wiederherstellung der beschädigten Wohnhäuser verzögerte sich der Wiederaufbau der Kirche. Der Neubau der Kirche wurde 1535 mit dem Einbau einer Wächterwohnung im obersten Geschoss des neuen Turmes beendet.
Durch die Reformation, die 1524 durch Johannes Comander eingeleitet worden war, wurde die ursprünglich katholische Kirche als reformiertes Bauwerk vollendet. 1526 wurde erstmals das evangelische Abendmahl gefeiert, und 1527 wurde die Feier der katholischen Messe abgeschafft. 1529 wurde der Hochaltar entfernt; 1528–1532 wurde der Kirchenschatz verkauft und das Silber eingeschmolzen. 1529 wurde der Friedhof in die Scaletta (heute Stadtgarten) verlegt. Chur war eine der ersten Städte der Schweiz, die den Friedhof von der Pfarrkirche vor die Tore der Stadt verlegte.

## Baugeschichte

### Karolingischer Bau
Der Vorgängerbau der heutigen Kirche war eine rechteckige karolingische Saalkirche mit drei Apsiden. Sie war etwas über 20 Meter lang und mass damit etwas mehr als die Hälfte des heutigen Baus. Einzelne Teile des Mauerwerkes haben sich in Teilen der Süd- und Nordfassade erhalten. Der Bau dürfte etwa 11 bis 12 Meter hoch gewesen sein. Fragmente von Marmorreliefs, die 1918 an der Südfassade zum Vorschein kamen, werden im Rätischen Museum aufbewahrt.
Am karolingischen Bau wurden auf der Aussenseite ein Glockenturm und an der Westseite eine Vorhalle errichtet, die 1204 erstmals erwähnt wird.

### Spätgotischer Bau
Beim Wiederaufbau nach dem Stadtbrand wurde das Schiff 1473 nach Osten verlängert und mit einem polygonalen Chor versehen. 1491 dürften die Arbeiten abgeschlossen gewesen sein. Baumeister war Stefan Klein aus Freystadt in Oberösterreich.
Im letzten Jahrzehnt des 15. Jahrhunderts fügte man auf der Nordseite ein Seitenschiff und eine Sakristei an. Zu Beginn des 16. Jahrhunderts wurde mit dem Bau des Glockenturms begonnen, der 1533 noch im Bau war. Eine Turmuhr wird 1598 erstmals erwähnt.

### Umbauten
Im 17. Jahrhundert bestanden im Haupt- und Nebenschiff Emporen; der Zeitpunkt ihrer Errichtung ist unbekannt. 1697 bemalte der Organist Vincent Schmidt den Glockenturm. Neben Umbauten an den Fenstern wurde 1850 der Eingang Nebeneingang des Seitenschiffs von der Westseite an die heutige Stelle verlegt.

### 19. und 20. Jahrhundert
Der heutige Bau ist stark geprägt von den Umbauten der Jahre 1917/1918. Architekten waren die Churer Otto Schäfer (1879–1953) und Martin Risch (1880–1961), die zu den führenden Vertretern des Heimatstils in Graubünden gehörten.
Der Glockenturm von 1535 war mit einer Renaissancehaube gekrönt, der 1889 durch einen neugotischen hohen Helm ersetzt wurde. Aufgrund der fast durchwegs negativen Reaktionen schlug der Rat bereits im folgenden Jahr Verbesserungen vor. Nach langen Diskussionen wurde dem Turm 1917 der heutige Spitzhelm aufgesetzt. Am alten Unterbau wurden die Malereien entfernt und durch Freilegung der Eckverbände die Gebäudeecken betont. 
Das heutige Geläut mit fünf Glocken der Brüder Theus aus Felsberg stammt aus dem Jahr 1898. Gestimmt ist es von unten nach oben as°, c¹, es¹, as¹, c².

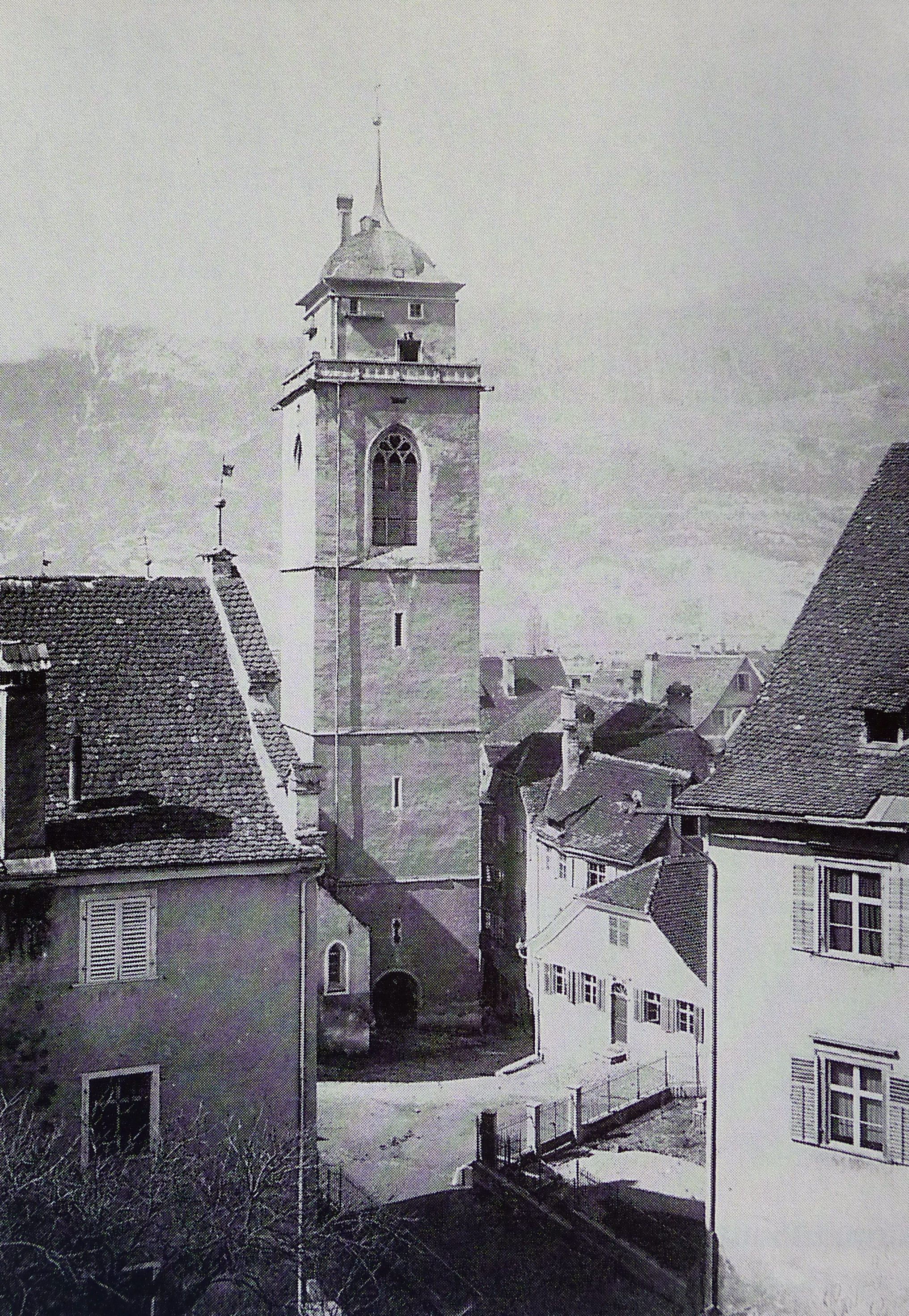
1889 mit Renaissancehaube
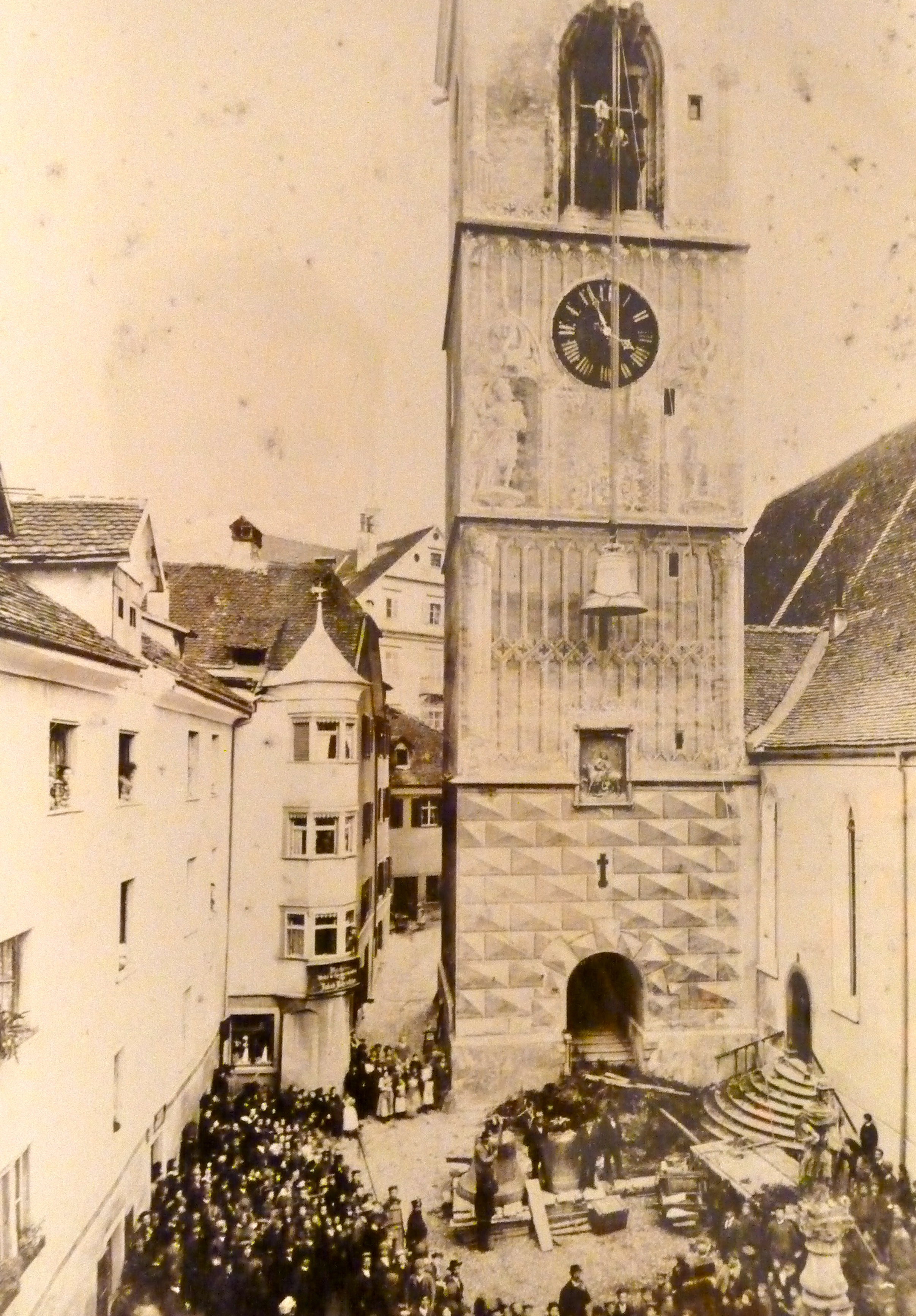
Glockenaufzug 1898
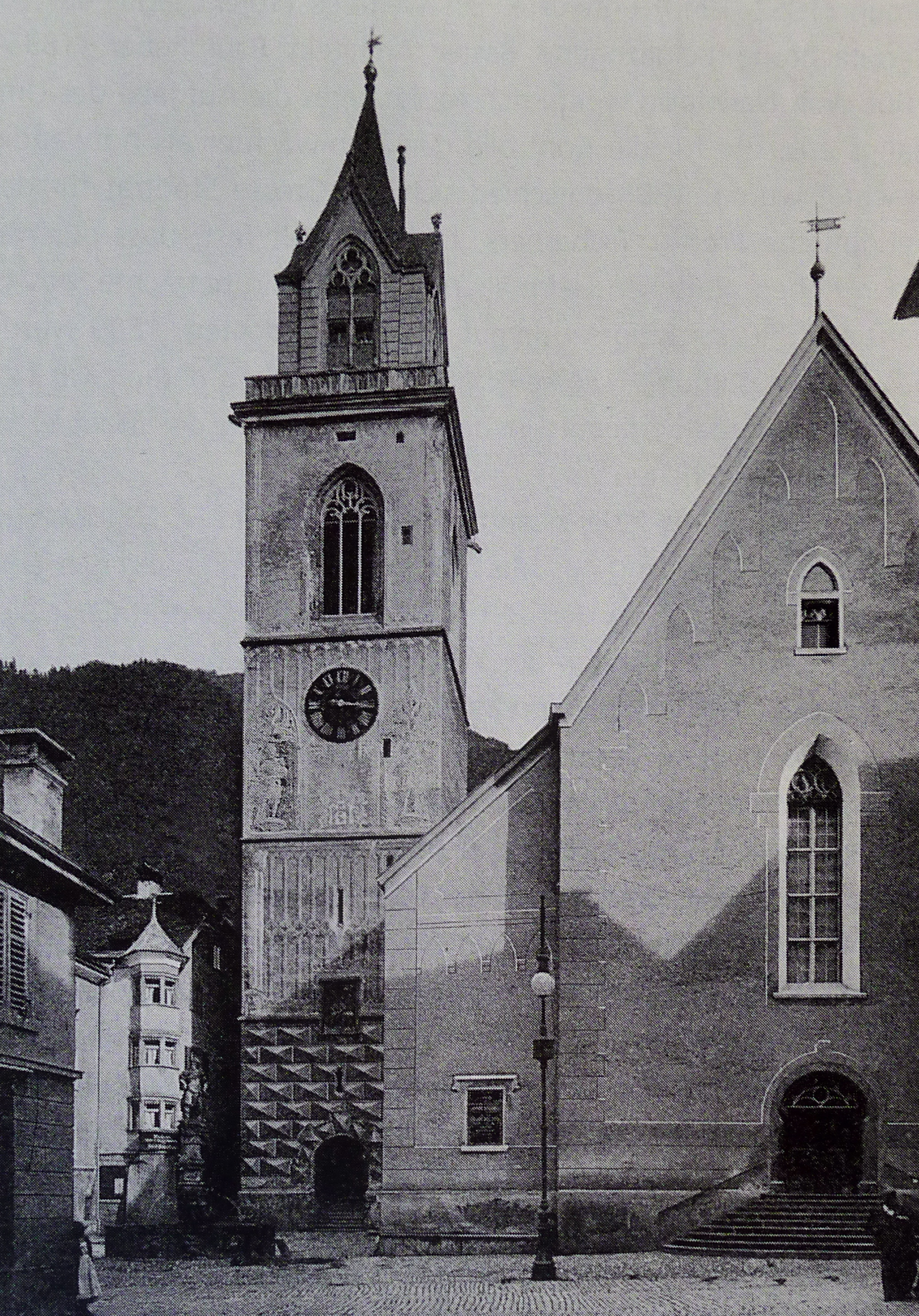
1895 mit neuem Dach
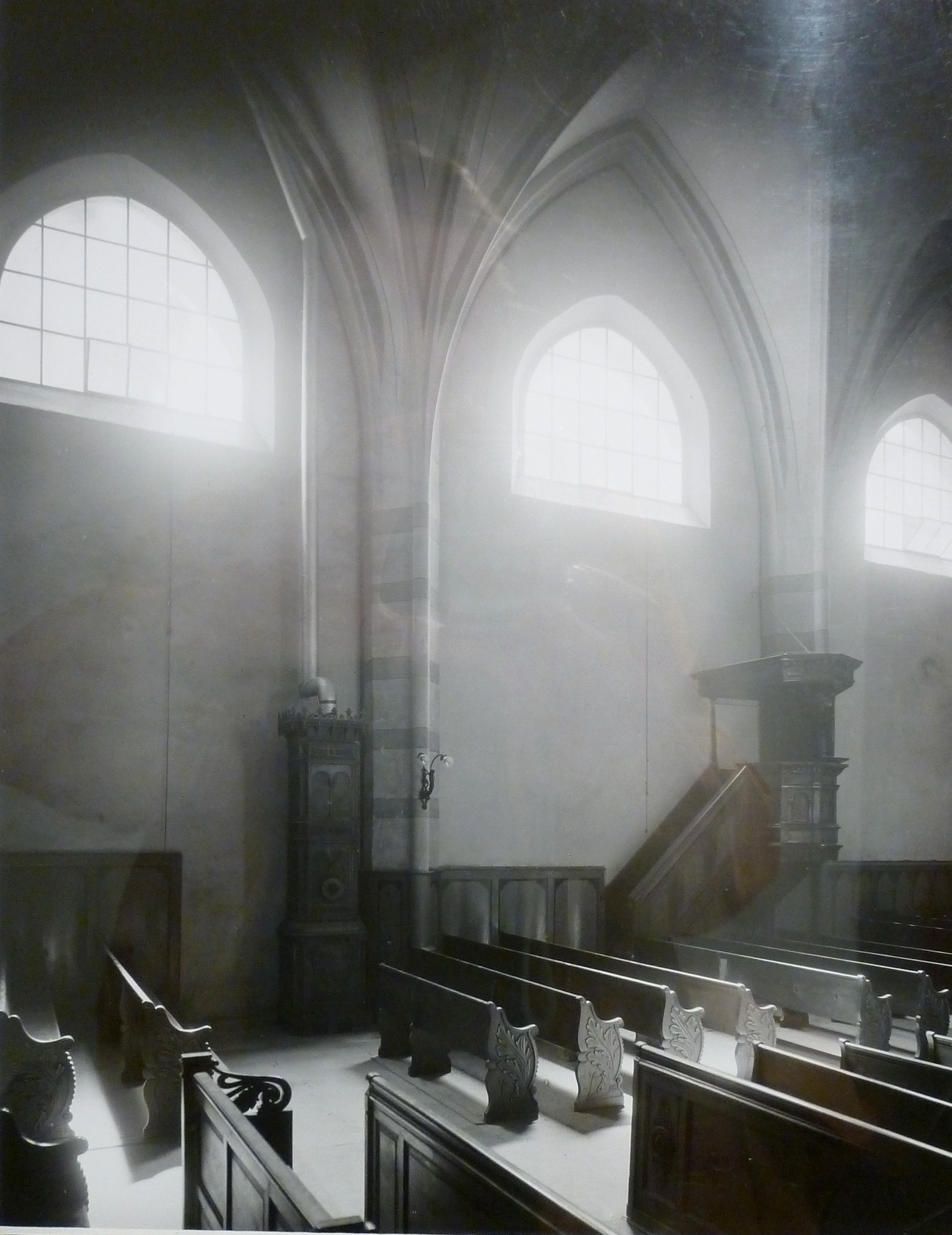
Innenraum 1917

## Beschreibung

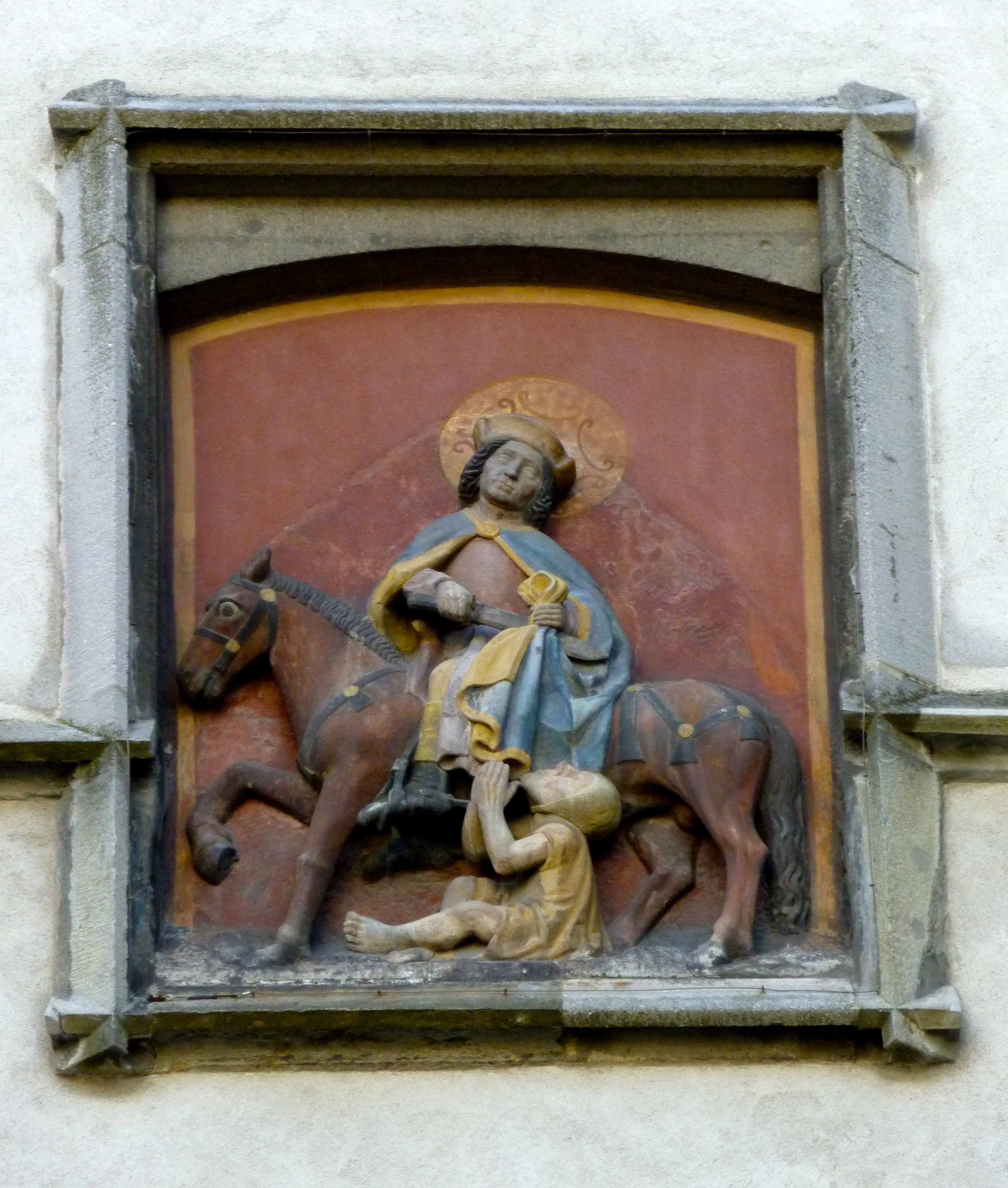
Turmrelief

### Äusseres
Die Martinskirche ist ein Saalbau mit Nebenschiff und einem polygonalen Chor. Chor und Hauptschiff sind mit einem Satteldach gedeckt, dessen Dachstuhl aus der Zeit des spätgotischen Neubaus von 1491 stammt.
Die drei spitzbogigen Fenster wurden 1918 eingelassen, sie ersetzten kleinere barocke Lünetten. Auch der Sockel, der sich um den ganzen Bau herumzieht, stammt aus dieser Zeit. Aus spätgotischer Zeit stammen die Strebepfeiler. Der Anbau zwischen Turm und Chor entstand zu Beginn des 16. Jahrhunderts als Sakristei; heute wird er als Taufzimmer genutzt. Bei den Chorfenstern hat sich das ursprüngliche Masswerk aus dem Übergang vom 15. zum 16. Jahrhundert erhalten.
Im Norden grenzt der 82 Meter hohe Glockenturm an das  Langhaus. An seiner Westwand ist eine farbige Relieftafel aus der Zeit um 1480 mit einer Darstellung des Kirchenpatrons Sankt Martin eingelassen, der hoch zu Ross seinen Mantel für einen Bettler zerteilt. Anlässlich der letzten Renovation wurden frühere Übermalungen entfernt.

### Innenraum

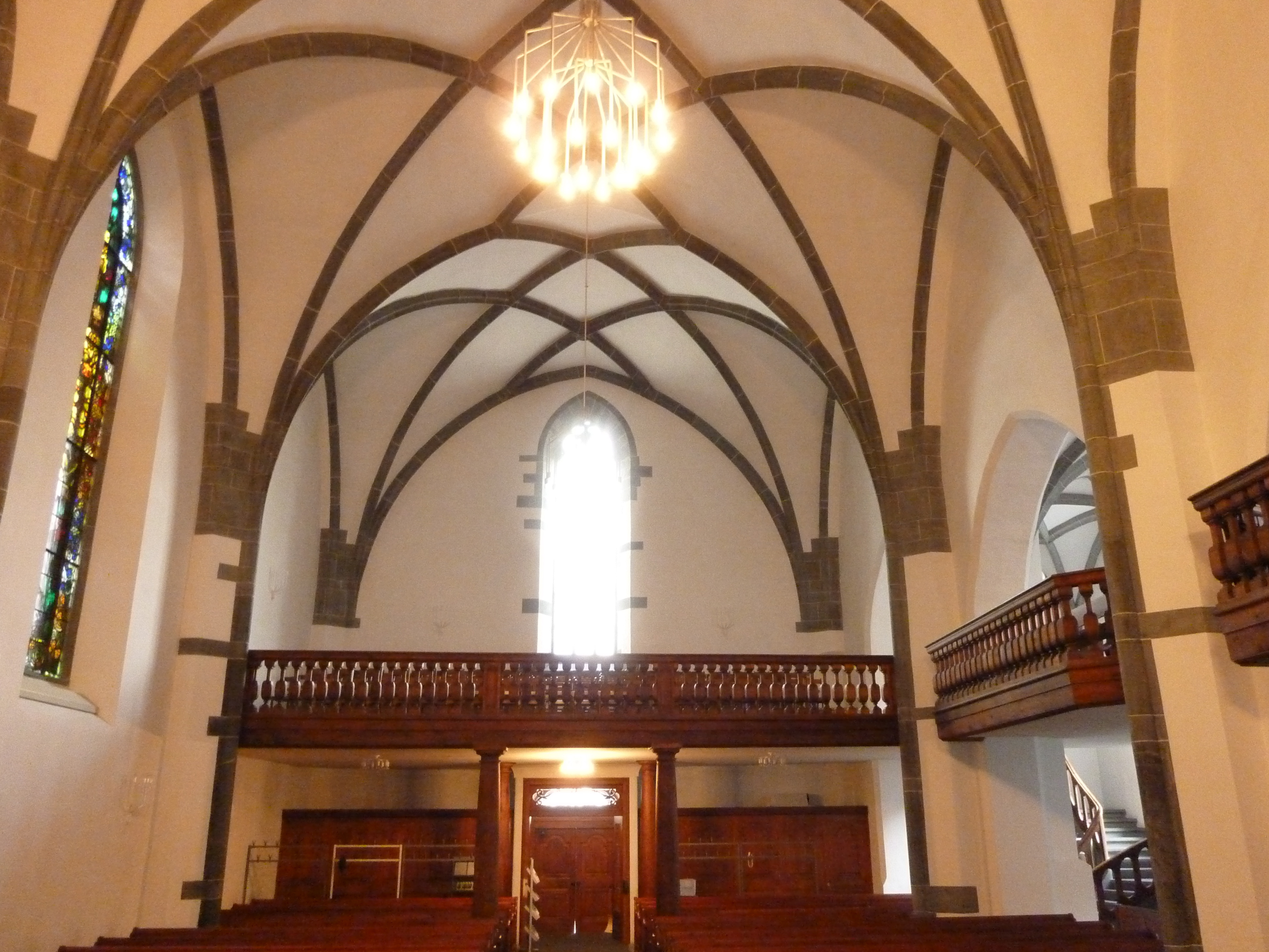
Empore

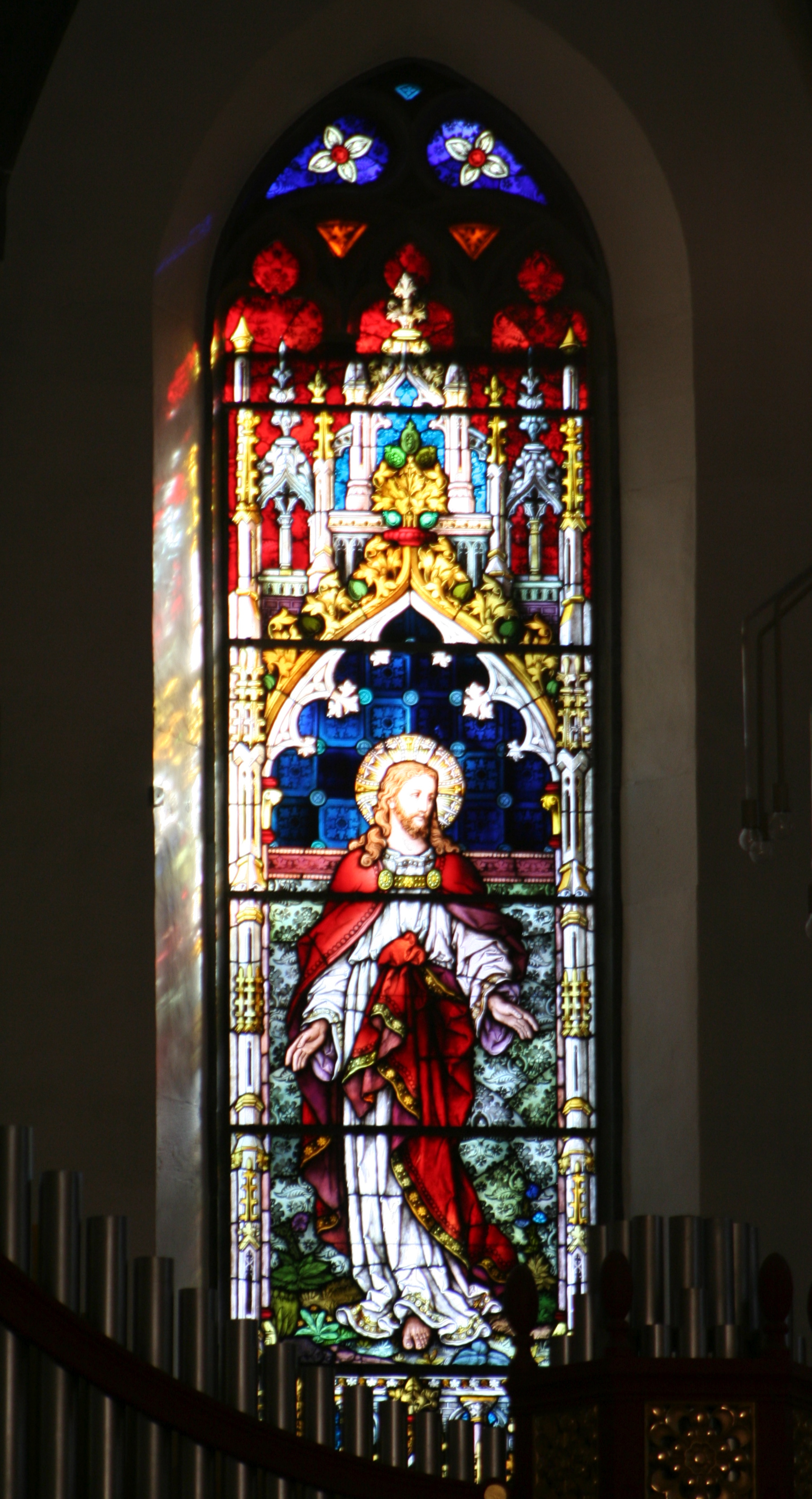
Glasfenster 1890

Anlässlich der Renovation von 1918 wurde der Quer- zu einem Längsraum mit der Kanzel an der südlichen Chorbogenwand umgestaltet. Die Orgel wurde von der Empore in den Chor versetzt. Davor steht der Taufstein. Eine gerade Schranke grenzt den Bereich nach Osten und Norden ab.
Die Öffnungen zum Seitenschiff wurden vergrössert und die bisher durchlaufende Empore etwas zurückversetzt, um die Vertikale der Pfeiler zu betonen. Zudem entfernte man die Malereien und legte die Eckverbände frei. An der Südseite brach man im Chor ein neues Fenster aus und ersetzte die Lünetten des Hauptschiffs durch hohe schmale Fenster. Haupt- und Nebenschiff sind gewölbt mit einfach gekehlten Rippen. Das Wechselspiel des dunklen Bündner Schiefers mit der weissen Wand- und Gewölbeflächen entspricht dem ursprünglichen Zustand.
Der Taufstein aus schwarzem, weiss geädertem Ragazer Granit stammt aus dem Jahr 1665. Die Kanzel besteht aus verschiedenen Hölzern und zeigt das Datum 1558. Das eichene Chorgestühl stammt aus dem letzten Jahrzehnt des 15. Jahrhunderts und wird der Werkstatt von Jakob Russ zugeschrieben, der möglicherweise auch das St. Martinsrelief am Turm schuf.

#### Glasgemälde
Die Bleiglasfenster im Chor stammen aus der Mayer’schen Hofkunstanstalt in München. Sie wurden 1890 ausgeführt und zeigen Christus zwischen den Jüngern Johannes und Paulus.

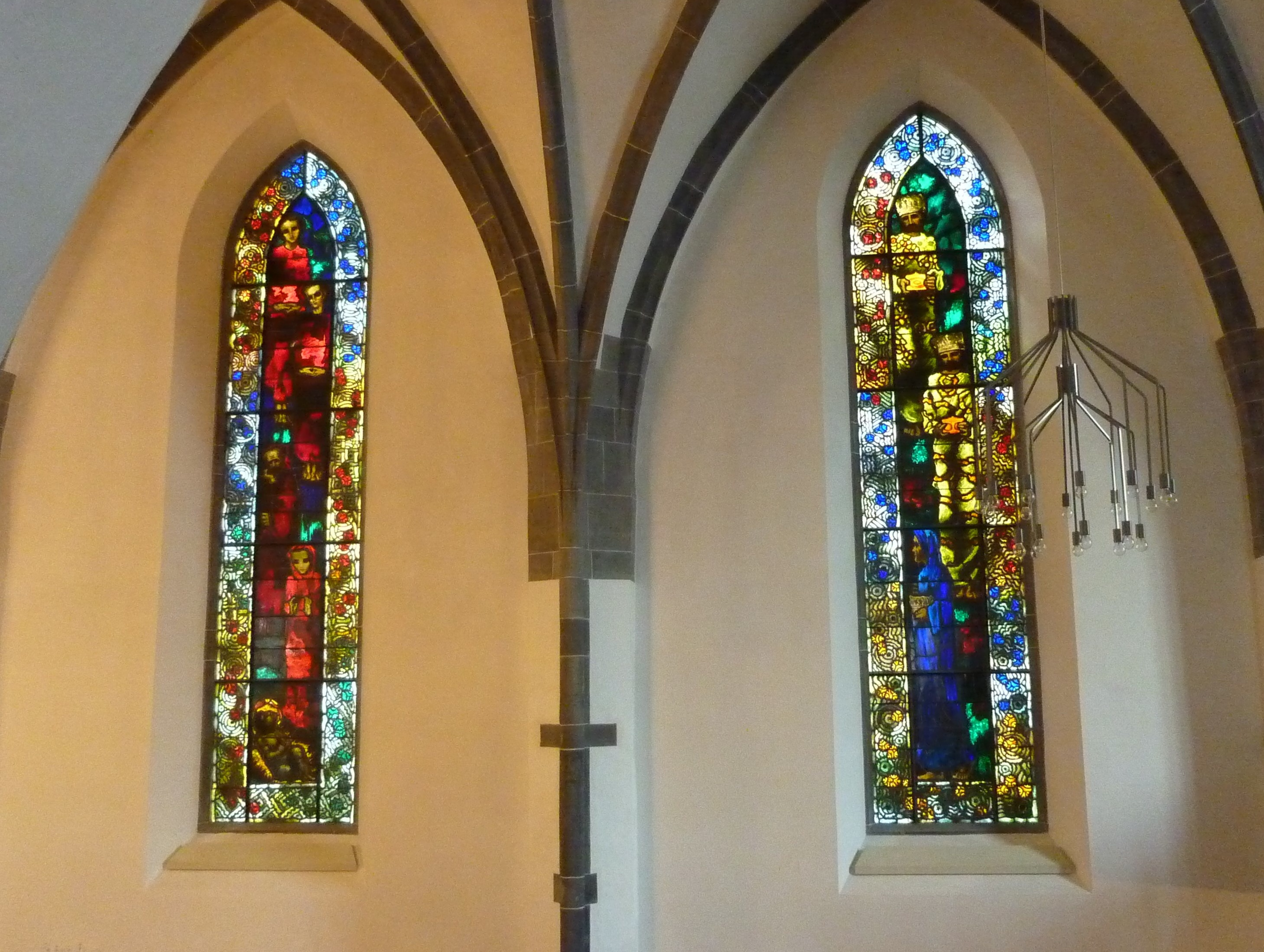
Fenster von Augusto Giacometti

Die Glasgemälde an der Südseite des Hauptschiffs stammen von Augusto Giacometti. Über die Wahl des Themas – die Weihnachtsgeschichte – findet sich in den Unterlagen keinerlei Hinweise; es muss also schon vorher festgelegt worden sein. Die Gemälde wurden 1919 von der Glasmalerei Oskar Berbig aus Zürich ausgeführt. Vom 7. bis 13. April 1919 waren die Fenster in der Höheren Töchterschule Zürich präsentiert und wurden anschliessend nach Chur überführt und in St. Martin eingebaut. Abgebildet ist in der Mitte das Christkind im Stall, verehrt von Maria und Joseph und zwei Engeln. Rechts machen sich die drei Könige zur Anbetung auf, links die Hirten auf dem Feld.
Die Gemälde von Augusto Giacometti in der Churer Martinskirche sind die ersten seines Schaffens und begründeten seinen Ruf als Erneuerer der Glasmalerei.

## Orgel

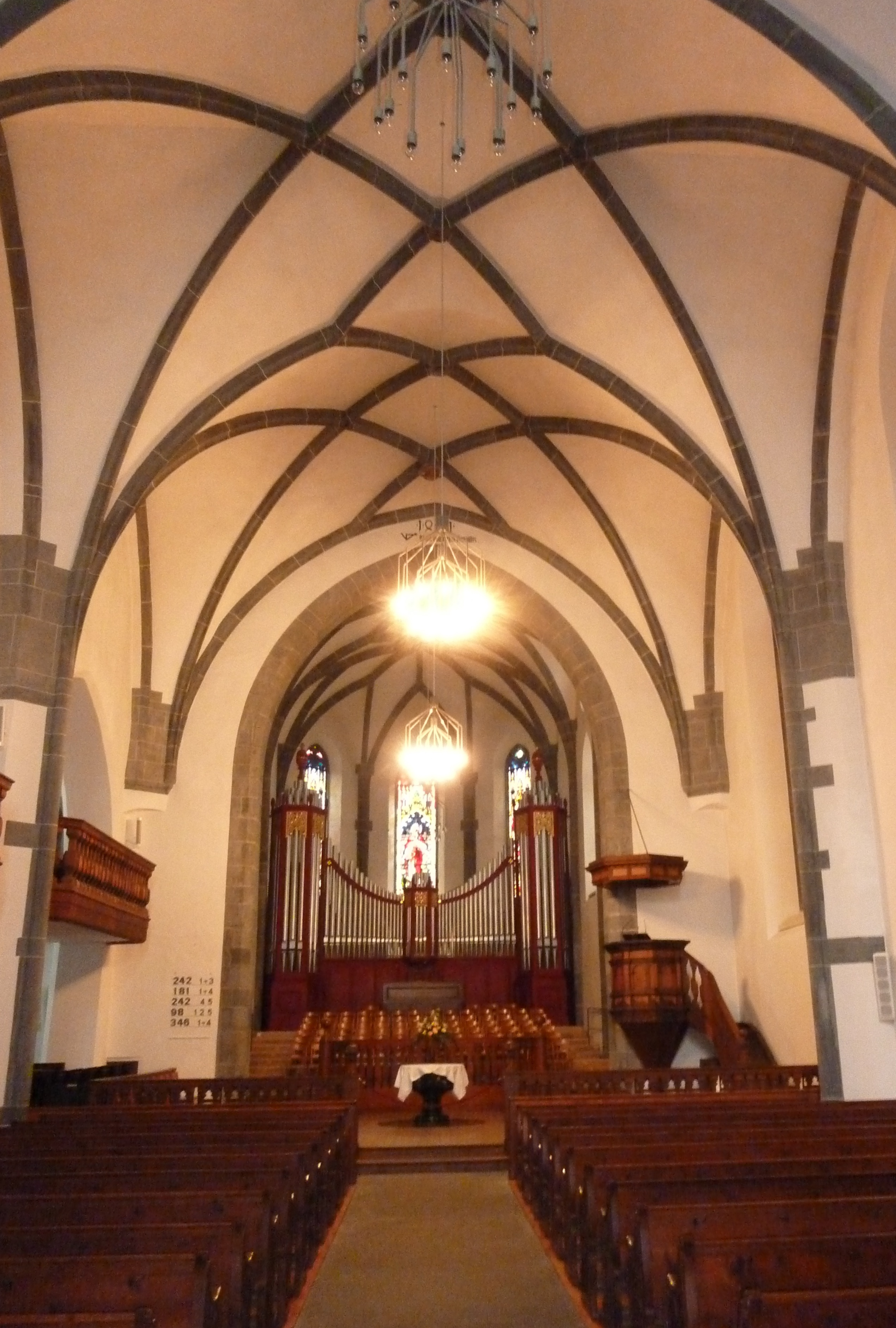
Blick auf die Orgel

Die Martinskirche war die erste reformierte Kirche des Kantons, die nach der Reformationszeit mit einer Orgel ausgestattet wurde. Diese stammte von Anton Menting aus Augsburg und wurde 1613 eingebaut. Die erste dreimanualige Orgel Graubündens von Orgelbau Kuhn aus Männedorf wurde hier 1868 eingebaut. Bei der Verlegung in den Chorraum wurde die Orgel von Friedrich Goll aus Luzern erweitert und neu pneumatisiert. 1992 wurde sie restauriert. Das Kegelladen-Instrument hat 43 Register auf drei Manualen und Pedal. Die Spieltrakturen sind mechanisch, die Registertrakturen sind pneumatisch.
| I Hauptwerk C–f3 |       |
| Principal        | 16′   |
| Bourdon          | 16′   |
| Principal        | 08′   |
| Bourdon          | 08′   |
| Flöte            | 08′   |
| Gemshorn         | 08′   |
| Viola di Gamba   | 08′   |
| Octave           | 04′   |
| Flute d’amour    | 04′   |
| Octave           | 02′   |
| Mixtur IV        | 2 ⁄3′ |
| Cornett V        | 08′   |
| Trompete         | 08′   |

| II Brustwerk C–f3 |       |
| Bourdon           | 16′   |
| Principal         | 08′   |
| Bourdon           | 08′   |
| Flauto dolce      | 08′   |
| Salicional        | 08′   |
| Gemshorn          | 04′   |
| Traversflöte      | 04′   |
| Nasard            | 2 ⁄3′ |
| Acuta V           | 02′   |
| Clarinette        | 08′   |
| Trompete          | 08′   |
| Tremulant         |       |

| III Schwellwerk C–f3     |       |
| Geigenprincipal          | 8′    |
| Lieblich Gedeckt         | 8′    |
| Aeoline                  | 8′    |
| Voix celeste             | 8′    |
| Fugara                   | 4′    |
| Spitzflöte               | 4′    |
| Harmonia aetheria III-IV | 2′    |
| Echo-Cornett III         | 2 ⁄3′ |
| Oboe                     | 8′    |
| Vox humana               | 8′    |
| Tremulant                |       |

| Pedal C–f1     |         |
| Principalbass  | 16′     |
| Subbas         | 16′     |
| Violonbass     | 16′     |
| Quintbass      | 10 2⁄3′ |
| Flötbass       | 08′     |
| Violoncello    | 08′     |
| Principalflöte | 04′     |
| Posaune        | 16′     |
| Trompete       | 08′     |

- Koppeln: II/I, III/I, III/II, I/P, II/P, III/P

## Glocken
Im Turm der Churer Stadtkirche hängt ein fünfstimmiges Glockengeläut, das 1898 von der Gießerei Gebr. Theus in Felsberg gegossen wurde. Eine frühere Glocke wurde 1709/1710 von Matheus Albert gegossen.
| Nr. | Name                        | Gewicht | Schlagton |
| --- | --------------------------- | ------- | --------- |
| 1   | Christusglocke              | 4931 kg | as°       |
| 2   | Marienglocke                | 2627 kg | c'        |
| 3   | Toten- oder Begräbnisglocke | 1475 kg | es'       |
| 4   | Kleine Glocke               | 624 kg  | as'       |
| 5   | Kleinste Glocke             | 364 kg  | c"        |

## Kirchliche Organisation
Die Evangelisch-reformierte Landeskirche Graubünden führt die Martinskirche als Predigtstätte der Kirchgemeinde Chur.

## Pfarrer (Auswahl)
- Johannes Comander (1484–1557), Reformator, 1523–1557 Pfarrer an der Martinskirche
- Johannes Fabricius Montanus (1527–1566), Universalgelehrter und Dichter, 1557–1566 Pfarrer an der Martinskirche
- Tobias Egli (1534–1574), 1566–1574 Pfarrer an der Martinskirche
- Johannes Gantner (1530–1605), 1596–1605 Pfarrer an der Martinskirche
- Georg Saluz (1571–1645), 1606–1645 Pfarrer an der Martinskirche[5]